# Elaeagnus caudata
Elaeagnus caudata — вид квіткових рослин з родини маслинкових (Elaeagnaceae). Поширення: Індія (Ассам, Східні Гімалаї), Непал.